# مونته سان جاکومو
مونته سان جاکومو (به ایتالیایی: Monte San Giacomo) یک کومونه در ایتالیا است که در استان سالرنو واقع شده‌است.

## خصوصیات
مونته سان جاکومو ۵۱ کیلومترمربع مساحت و ۱٬۶۵۳ نفر جمعیت دارد.